# Game Gear
Game Gear (ゲームギア?), adesea prescurtat GG și cunoscută ca Handy Gam*Boy în Coreea de Sud, este o consolă de jocuri portabilă, dezvoltată de Sega și lansată pe 6 octombrie 1990 în Japonia, 15 aprilie 1991 în Statele Unite ale Americii și 24 iunie 1991 în Europa.